# 安托諾皮利 (卡利尼夫卡區)
49°36′45″N 28°21′15″E / 49.61250°N 28.35417°E
安托諾皮利（烏克蘭語：Антонопіль），是烏克蘭的村落，位於該國西南部文尼察州，由赫米利尼克區負責管轄，面積0.15平方公里，2001年人口345，人口密度每平方公里2,300人。